# Trichaeta proleuca
Trichaeta proleuca är en fjärilsart som beskrevs av George Francis Hampson 1903. Trichaeta proleuca ingår i släktet Trichaeta och familjen björnspinnare. Inga underarter finns listade i Catalogue of Life.